# Djumaney Burnet
Djumaney Burnet (31 maart 2001) is een Nederlands voetballer die als middenvelder speelt.

## Carrière
Djumaney Burnet speelde in de jeugd van Willem II en FC Den Bosch. Sinds 2020 maakt hij deel van de selectie van het onder 21-elftal van Den Bosch en zit hij ook regelmatig bij de selectie van het eerste elftal. Hij debuteerde in het betaald voetbal voor Den Bosch op 23 april 2021, in de met 7-0 gewonnen thuiswedstrijd tegen Roda JC Kerkrade. Hij kwam in de 71e minuut in het veld voor Steven van der Heijden. In twee seizoenen speelde hij zes wedstrijden voor Den Bosch. In 2022 vertrok hij naar het Gibraltarese Glacis United FC. Na een seizoen vertrok hij naar competitiegenoot Lincoln Red Imps FC.

### Statistieken
| Seizoen                    | Club                | Land           | Competitie      | Competitie | Competitie | Beker | Beker | Totaal | Totaal |
| Seizoen                    | Club                | Land           | Competitie      | Wed.       | Dlp.       | Wed.  | Dlp.  | Wed.   | Dlp.   |
| -------------------------- | ------------------- | -------------- | --------------- | ---------- | ---------- | ----- | ----- | ------ | ------ |
| 2020/21                    | FC Den Bosch        | Nederland      | Eerste divisie  | 3          | 0          | 0     | 0     | 3      | 0      |
| 2021/22                    | FC Den Bosch        | Nederland      | Eerste divisie  | 3          | 0          | 0     | 0     | 3      | 0      |
| 2022/23                    | Glacis United FC    | Gibraltar      | National League | 14         | 0          | 1     | 0     | 15     | 0      |
| 2023/24                    | Lincoln Red Imps FC | Gibraltar      | National League | 0          | 0          | 0     | 0     | 0      | 0      |
| Carrièretotaal             | Carrièretotaal      | Carrièretotaal | Carrièretotaal  | 20         | 0          | 1     | 0     | 21     | 0      |
| Bijgewerkt op 12 juni 2023 |                     |                |                 |            |            |       |       |        |        |